# Leo Stern
Leo Stern (vl. jménem Leopold Lawrence Stern, 5. dubna 1862, Brighton, Spojené království - 10. září 1904, Londýn) byl anglický violoncellista, proslavil se zejména jako sólista při prvním uvedení violoncellového koncertu h moll Antonína Dvořáka v Londýně v roce 1896.

## Životopis
Narodil se v Brightonu v roce 1862; jeho otec byl německý houslista a dirigent Symfonické společnosti v Brightonu a matka anglická klavíristka. Stern nejprve studoval chemii na v Jižním Kensingtonu a soukromě studoval hru na violoncello u Huga Dauberta. V letech 1880-1883 pracoval v Thornliebank poblíž Glasgowa, ale nakonec práci v chemii opustil a nastoupil na Královskou hudební akademii, kde studoval violoncello u Alessandra Pezzeho a poté u Carla Alfreda Piattiho.  Později ještě bral lekce u Julia Klengela a Karla Davydova v Lipsku.  
V roce 1888 vystupoval se španělsko-italskou sopranistkou Adelinou Pattiovou na jejím turné, dále s Émilem Sauretem a Ignacym Paderewským. V Paříži hrál s Julesem Massenetem, Benjaminem Godardem a Francisem Thomém. Stern se stal oblíbencem královny Viktorie a často byl zván na zámek Windsor, Balmoral a Osborne House. 
V roce 1895 navštívil Prahu, kde se s jeho hrou obeznámil Antonín Dvořák, který nedlouho předtím dokončil svůj slavný violoncellový koncert h moll, věnovaný Hanuši Wihanovi. Dvořák trval na tom, aby to byl právě Wihan, kdo má poprvé koncert zahrát na veřejnosti,  avšak kvůli Dvořákovým neshodám s Wihanem na provedení se té cti dostalo Leo Sternovi (ačkoli existují protichůdné verze okolností). Premiéra se konala 19. března 1896 v Queen's Hall v Londýně pod taktovkou skladatele. O tři týdny později Stern hrál zakoncert v Praze (opět pod vedením Dvořáka), poté v lipském Gewandhaus (Stern byl vůbec prvním Angličanem, který tam byl pozván ) a v Berlínské filharmonii. Později byl povolán k císaři Vilélmovi II. do Postupimi.
V letech 1897-1898 cestoval po Spojených státech (kde hrál s orchestrem Theodora Thomase v Chicagu, Bostonským symfonickým orchestrem a Newyorskou filharmonií) a po Kanadě. 5. března 1897 zahrál také newyorskou premiéru Dvořákova violoncellového koncertu. 
Leo Stern zemřel v Londýně dne 10. září 1904 ve věku 42 let.

## Nástroje
Stern ve své kariéře použil tři violoncella:
- violoncello od Johannesa Florenuse Guidantuse
- General Kyd Stradivarius, uváděné jako „největší existující violoncello“, které mu představila skupina obdivovatelů v čele s lordem Amherstem z Hackney [4]
- „Baudiot“ Stradivarius (později vlastněný Grigorijem Pjatigorským).

## Pocta
Nyní je udělována cena Leo Stern Award, cena za violoncello Royal College of Music. 

## Manželství
Leo Stern byl dvakrát ženatý, oba jeho manželky byly rozené Američanky. V roce 1894  s Nettie Carpenterovou (asi 1869-?), bývalou "zázračnou" houslistkou, která získala první cenu Pařížské konzervatoře a studovala u Pabla de Sarasate, který se stal kmotrem jejího dítěte (pravděpodobně z jejího prvního manželství). Sarasate jí také věnoval smyčec se zlatým reliéfem.  Stern byl Carpenterové druhým manželem.  Rozvedli se a v roce 1898 se oženil se Suzanne Adamsovou, známou koloraturní sopranistkou. 
Stern také napsal několik lehčích písní, z nichž jednu („Coquette“) nahrála Suzanne Adams. 